# Quesa
Quesa é um município da Espanha na província de Valência, Comunidade Valenciana. Tem 73,2 km² de área e em 2021 tinha 669 habitantes (densidade: 9,1 hab./km²).

## Demografia
| Variação demográfica do município entre 1991 e 2004 | Variação demográfica do município entre 1991 e 2004 | Variação demográfica do município entre 1991 e 2004 | Variação demográfica do município entre 1991 e 2004 |
| --------------------------------------------------- | --------------------------------------------------- | --------------------------------------------------- | --------------------------------------------------- |
| 1991                                                | 1996                                                | 2001                                                | 2004                                                |
| 788                                                 | 780                                                 | 753                                                 | 745                                                 |